# Hiroyuki Sakashita
Hiroyuki Sakashita (jap. 坂下 博之 Sakashita Hiroyuki; ur. 6 maja 1959) – były japoński piłkarz, reprezentant kraju.

## Kariera klubowa
Od 1982 do 1991 roku występował w klubach: Fujita Industries i Yomiuri.

## Kariera reprezentacyjna
W reprezentacji Japonii zadebiutował w 1980.

## Statystyki
| Reprezentacja Japonii | Reprezentacja Japonii | Reprezentacja Japonii |
| Rok                   | Mecze                 | Gole                  |
| --------------------- | --------------------- | --------------------- |
| 1980                  | 1                     | 0                     |
| Razem                 | 1                     | 0                     |